# Donald Hewlett
Donald Hewlett (Northenden, 30 augustus 1920 – Londen, 4 juni 2011) was een Engels acteur. Hewlett speelde talloze rollen op de Britse televisie en in speelfilms. Hij is het meest bekend geworden door zijn rol als kolonel Reynolds in de comedyserie It Ain't Half Hot Mum. Ook zijn rol als Lord George Meldrum in de serie You Rang, M'Lord? is een bekende.
Daarnaast speelde Hewlett gastrollen in series als Are You Being Served?, Doctor Who, The Avengers en The Upper Hand.
Hij was getrouwd met Therese McMurray. Zijn dochter Siobhan Hewlett (1983) is actrice.

## Filmografie
- The Upper Hand (televisieserie) – Carlton (afl. "Granny Get Your Gun", 1995)
- You Rang, M'Lord? (televisieserie) – Lord George Meldrum (26 afl., 1988–1993)
- The Russ Abbot Show (televisieserie) – rol onbekend (2 afl., 1989)
- Morris Minor's Marvellous Motors (televisieserie) – Winkworth (1989)
- Goldeneye (televisiefilm, 1989) – admiraal Godfrey
- Pulaski (televisieserie) – Charles Parker-Smith (3 afl., 1987)
- Ruth Rendell Mysteries (televisieserie) – Russell Cawthorne (afl. "Wolf to the Slaughter", 1987)
- Lovejoy (televisieserie) – Harry (afl. "The Real Thing", 1986)
- Saving Grace (1985) – Monsignor Colin McGee
- Andy Robson (televisieserie) – Donald McDo (afl. onbekend, 1983)
- It Ain't Half Hot Mum (televisieserie) – kolonel Charles Reynolds (56 afl., 1974–1981)
- The First Great Train Robbery (1979) – clublid (niet op aftiteling)
- Come Back Mrs. Noah (televisieserie) – Carstairs (6 afl., 1977–1978)
- The Fosters (televisieserie) – Mr. Boothroyd (afl. "Give a Little Whistle", 1977)
- The New Avengers (televisieserie) – Torrance (afl. "Faces", 1976)
- Warship (televisieserie) – R-Admiral Staunton (afl. "The Ides of Mark", 1976)
- Confessions of a Driving Instructor (1976) – hoofdexaminator
- Rogue's Rock (televisieserie) – Commandant Rogue (27 afl., 1974–1976)
- Carry on Behind (1975) – De Rector
- Play of the Month (televisieserie) – squadronleider (afl. "Chips with Everything", 1975)
- Are You Being Served? (televisieserie) – man die jurk past voor gekostumeerd bal (afl. "Up Captain Peacock", 1975)
- Crown Court (televisieserie) – Rev. Michael Piggott (afl. "A Difference in Style", 1975)
- Dial M for Murder (televisieserie) – Turner (afl. "Should Anyone Answer", 1974)
- The Protectors (televisieserie) – Chambers (afl. "The Insider", 1974)
- Moments (1974) – rol onbekend
- A Touch of Class (1973) – Spencer Birdsall (niet op aftiteling)
- The Fenn Street Gang (televisieserie) – Mr. Grout (afl. "Is Anybody There?", 1973)
- Now Look Here (televisieserie) – Col Sutcliffe (afl. onbekend, 1971–1973)
- Warship (televisieserie) – R-Admiral Mulliner (afl. "Nobody Said Frigite", 1973)
- Crown Court (televisieserie) – Philip Samkins (afl. "Beggar on Horseback", 1973)
- Adolf Hitler – My Part in His Downfall (1972) – gevangenisbewaarder
- ITV Saturday Night Theatre (televisieserie) – Peter Kershaw QC (afl. "Whose Life Is It Anyway?", 1972)
- Doctor Who (televisieserie) – Hardiman (afl. "The Claws of Axos: Part 1 t/m 4", 1971)
- Menace (televisieserie) – Robert Amro (afl. "Something Cries Out", 1970)
- The Gold Robbers (televisieserie) – Lancing (afl. "Rough Trade", 1969)
- Judge Dee (televisieserie) – Kou Yuan (afl. "A Festival of Death", 1969)
- The Very Merry Widow and How (televisieserie) – Freddie Phillipson (afl. onbekend, 1969)
- The Very Merry Widow (televisieserie) – Freddie Phillipson (afl. onbekend, 1967–1969)
- ITV Playhouse (televisieserie) – William Featherstone (afl. "Number Ten", 1968)
- The Ronnie Barker Playhouse (televisieserie) – Nigel (afl. "Talk of Angels", 1968)
- Public Eye (televisieserie) – Marchmont (afl. "Honesty Is the Best Policy – But Who Can Afford the Premiums?", 1968)
- Callan (televisieserie) – Lord Lindale (afl. "But He's a Lord, Mr Callan", 1967)
- The Wednesday Play (televisieserie) – Hawkins (afl. "Message for Posterity", 1967)
- Mr. Rose (televisieserie) – Jago (afl. "The Unquiet Ghost", 1967)
- Redcap (televisieserie) – Jim (afl. "The Proper Charlie", 1966)
- Softly Softly (televisieserie) – Anderson (afl. "Do You Believe in Ghosts?", 1966)
- The Avengers (televisieserie) – Captain 'Buddy' Waversham (afl. "The Thirteenth Hole", 1966)
- The Wednesday Play (televisieserie) – zakenman (afl. "Barlowe of the Car Park", 1966)
- Coronation Street (televisieserie) – Bob Maxwell (afl. onbekend, 1965)
- The Saint (televisieserie) – Howard Mitchell (afl. "The Persistent Parasite", 1965)
- Sherlock Holmes (televisieserie) – Horace Harker (afl. "The Six Napoleons", 1965)
- The Wednesday Play (televisieserie) – Jager (afl. "Vote, Vote, Vote for Nigel Barton", 1965)
- HMS Paradise (televisieserie) – Commandant Brent (afl. "In Which We Serve a Drop of the Hard Stuff", 1964)
- No Hiding Place (televisieserie) – Jack Traherene (afl. "Red Roses for Emma", 1964)
- The Protectors (televisieserie) – Fairchild (afl. "The Bottle Shop", 1964)
- The Odd Man (televisieserie) – Bruce Dominic (afl. "A Last Tilt at the Windmill", 1963)
- Compact (televisieserie) – Tom Brent (afl. onbekend, 1962–1963)
- The Odd Man (televisieserie) – Joshua Higson (afl. "The Betrayal of Ambrose Fleech", 1963)
- Six More Faces of Jim (televisieserie) – rol onbekend (afl. "The Face of Retribution", 1962)
- Bottums Up (1960) – Hamley
- The Adventures of Brigadier Wellington-Bull (televisieserie) – Capt. 'Snooty' Pilkington (5 afl., 1959)
- The Vise (televisieserie) – Mitchell (afl. "Murder with Make-Up", 1959)
- The Vise (televisieserie) – winkeldetective (afl. "Silence for Sale", 1959)
- Orders Are Orders (1954) – Lincoln Green